# Bertschikon bei Attikon
Pour les articles homonymes, voir Bertschikon.
Bertschikon est une localité et une ancienne commune suisse du canton de Zurich.

## Histoire
La commune a fusionné, le 1er janvier 2014, avec celle de Wiesendangen. La nouvelle commune a pris le nom de Wiesendangen.